# Gruitrode
Gruitrode est une section de la commune belge de Oudsbergen située en Région flamande dans la province de Limbourg. C'était une commune à part entière avant la fusion des communes de 1977 qui avait déjà fusionnée avec Neerglabbeek en 1971. Entre 1977 et 2018, elle faisait partie de Meeuwen-Gruitrode
Le village est situé à 16 kilomètres à l'ouest de Maaseik.

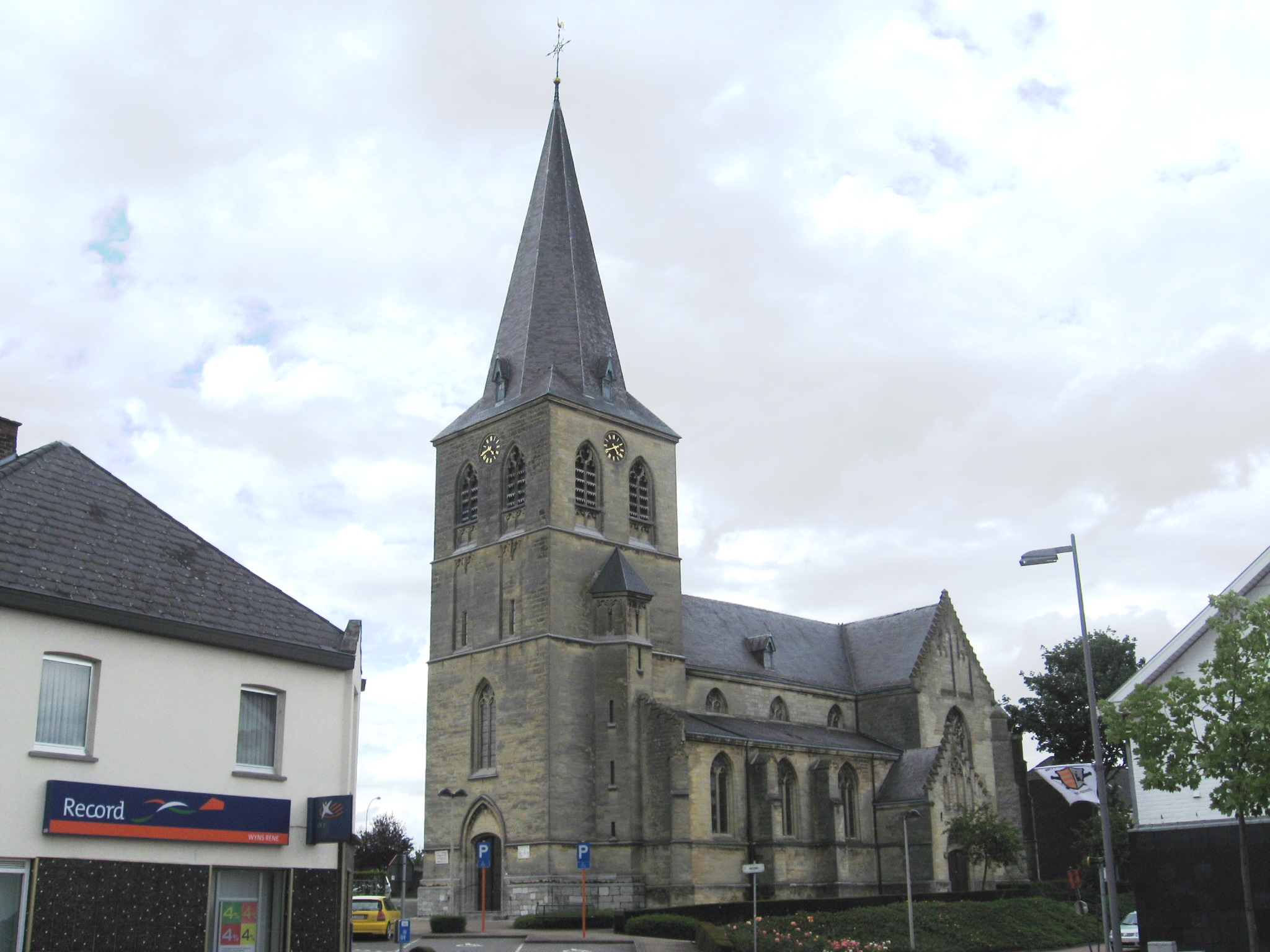
Église Sainte-Gertrude

## Évolution démographique
Sources: INS, www.limburg.be et Commune de Meeuwen-Gruitrode